# Rotfaktorige Kanarienvögel

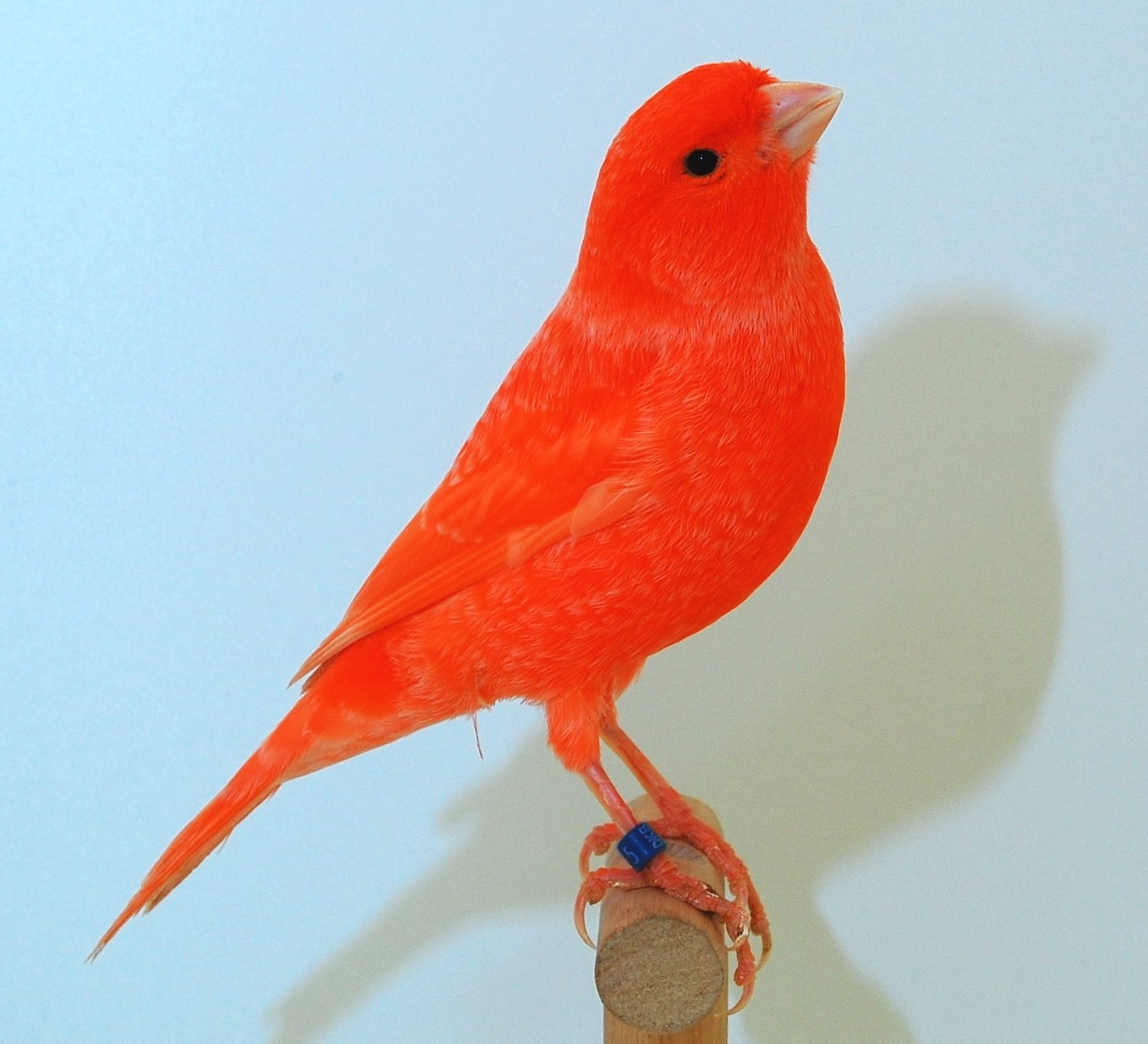
Kanarienvogel Aufgehellt Rot schimmel

Kanarienvögel mit rotem Gefieder, als Rotfaktorige Kanarienvögel bezeichnet, zählen heute zu den beliebtesten Farbschlägen und werden vor allem wegen ihres farbenfreudigen Gefieders gezüchtet. Der Gesang der Farbenkanarien ist laut, fröhlich und lebhaft.

## Entwicklungsgeschichte
Den wohl größten Aufschwung in der Farbenkanarienzucht gab es nach der erfolgreichen Kreuzung des rothaltigen Kapuzenzeisigs (Carduelis cucullata) mit dem gelben Kanarienvogel.
Georg Baum-Peltzer, der nahe Allenstein im Kreis Gerdauen im damaligen Ostpreußen wohnte, hat als Militärgesandter vor, während und nach dem Ersten Weltkrieg öfters das nördliche Südamerika bereist und immer wieder Vögel mitgebracht. Er soll der erste Deutsche gewesen sein, dem es gelang, aus Kapuzenzeisigen und Kanarienvögeln fruchtbare Nachkommen zu züchten.
Fruchtbar war allerdings nur ein Teil der orangefarbenen männlichen Mischlinge. Diese mussten mit gelben Kanarienvögeln verpaart werden, da Kapuzenzeisig-Weibchen damals nur sehr wenige bei den Züchtern gehalten wurden, bzw. diese kaum zur Brut schritten. Die Nachkommen der F2-Generation (aus orangefarbenen Mischlingsmännchen mit gelben Kanarienweibchen) hatten noch weniger Rotanteile. Erst in der dritten Generation waren Weibchen fruchtbar. Diese hatten aber nur einen sehr geringen Rotanteil im Gefieder, konnten aber nun wieder an Kapuzenzeisigmännchen gepaart werden.
In Zusammenarbeit mit dem ostpreußischen Beamten Bruno Matern, dem Eisenbahninspektor Ludwig Dahms aus  Königsberg und dem Fabrikdirektor i. R. Carl Balser aus Fulda gelang es im Laufe der Jahre, die Eigenschaft der roten Gefiederfärbung auf die Kanarien zu übertragen.
Anfang der 1920er Jahre begann Hans Julius Duncker und der Kanarienzüchter Karl Reich (1885–1944) die Kreuzungsversuche zwischen Kapuzenzeisig und Kanarienvögel im großen Stil, um die Erblichkeit verschiedener Erbfaktoren zu erforschen. Ab 1925 kooperierte Dunker mit Carl Hubert Cremer, Generalkonsul und wohlhabender Bremer Kaufmann. Cremer stellte seine Volierenanlagen zur Verfügung und finanzierte das Ganze.
Trotz aller Bemühungen konnte niemals ein Kanarienvogel erzeugt werden, der das kräftige Rot des Kapuzenzeisigs hatte. Bestenfalls waren die Vögel Orange. Erst Jahrzehnte später stellte man fest, dass die Vögel bestimmte Carotinoide aufnehmen müssen, um ihr Gefieder rot färben zu können.
Durch die Einkreuzung des Kapuzenzeisigs in die Kanarienvögel wurden noch weitere farbliche Eigenschaften übertragen: der Mosaikfaktor und der optische Blaufaktor.

## Karyotyp und Genom
Die Anzahl der im Zellkern verankerten Chromosomen werden meist mit 2n = ± 80, angegeben. Die Unsicherheit über die tatsächliche Chromosomenanzahl beim Kanarienvogel beruht auf den vielen Microchromosome. Durch ihre geringe Größe können sie in der Regel nicht über die Bandmuster identifiziert werden.

## Mechanismen der Genübertragung
Die Synthese der körpereigenen gelben Carotinoide – der Kanarienzüchter spricht hier von gelben Lipochromen – wird durch ein Gen L+ gesteuert. Dieses Gen befindet sich auf einem Autosom.
Cardueliden mit roter Gefiederfarbe sind entwicklungsgeschichtlich jung und aus Arten entstanden, die nur gelbe Carotinoide ausbilden können. Bei den Girlitzen und Neuweltzeisigen bildet nur jeweils eine Art rotes Gefieder aus. Das ist der Rotstirngirlitz (Serinus pusillus) und der Kapuzenzeisig (Carduelis [Spinus] cucullata). Ihre Fähigkeit, statt gelbes Lipochrom nunmehr rotes Lipochrom bilden zu können, muss also durch eine Mutation des Gens L+ entstanden sein. Diese Mutation wird als LR (lipochrom red) bezeichnet.
Da aus der Kreuzung Kapuzenzeisig x Kanarienvogel fruchtbare Nachkommen hervorgingen, muss LR beim Kapuzenzeisig, und später beim roten Kanarienvogel, auf dem analogen Genlocus wie L+ liegen. Ansonsten käme es bei der Meiose zur Deletion an den betreffenden Chromosomen. Das hätte zumindest unfruchtbare Nachkommen zur Folge, wie es von anderen Kreuzungsversuchen mit weiteren Carduelidenarten bekannt ist.

## Farbschläge mit Rotfaktor
Der Rotfaktor wurde im Laufe der Jahrzehnte auf alle Kanarienfarben übertragen. Bei rotgrundigen Farbenkanarien mit Melaninen gehen die roten Lipochrome mit den Melaninen eine farbliche Mischung ein. Somit sehen rotfaktorige Kanarienvögel deutlich anders aus, als Kanarien mit gelber oder weißer Grundfarbe.

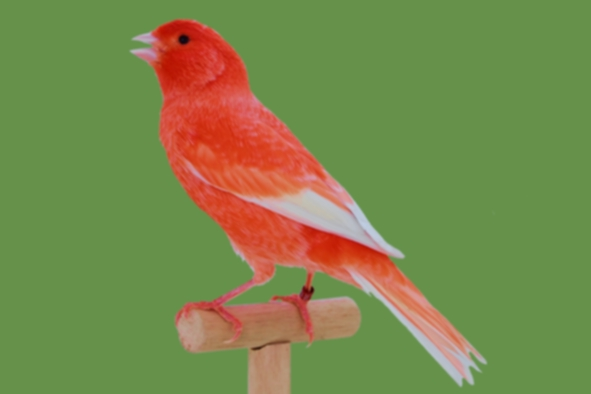
Aufgehellt Rot schimmel Weißflügel
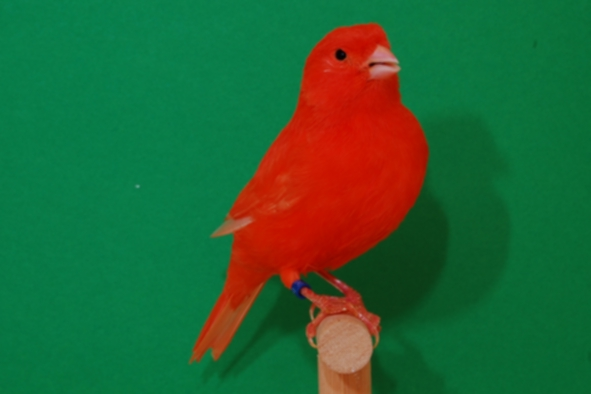
Aufgehellt Rot intensiv
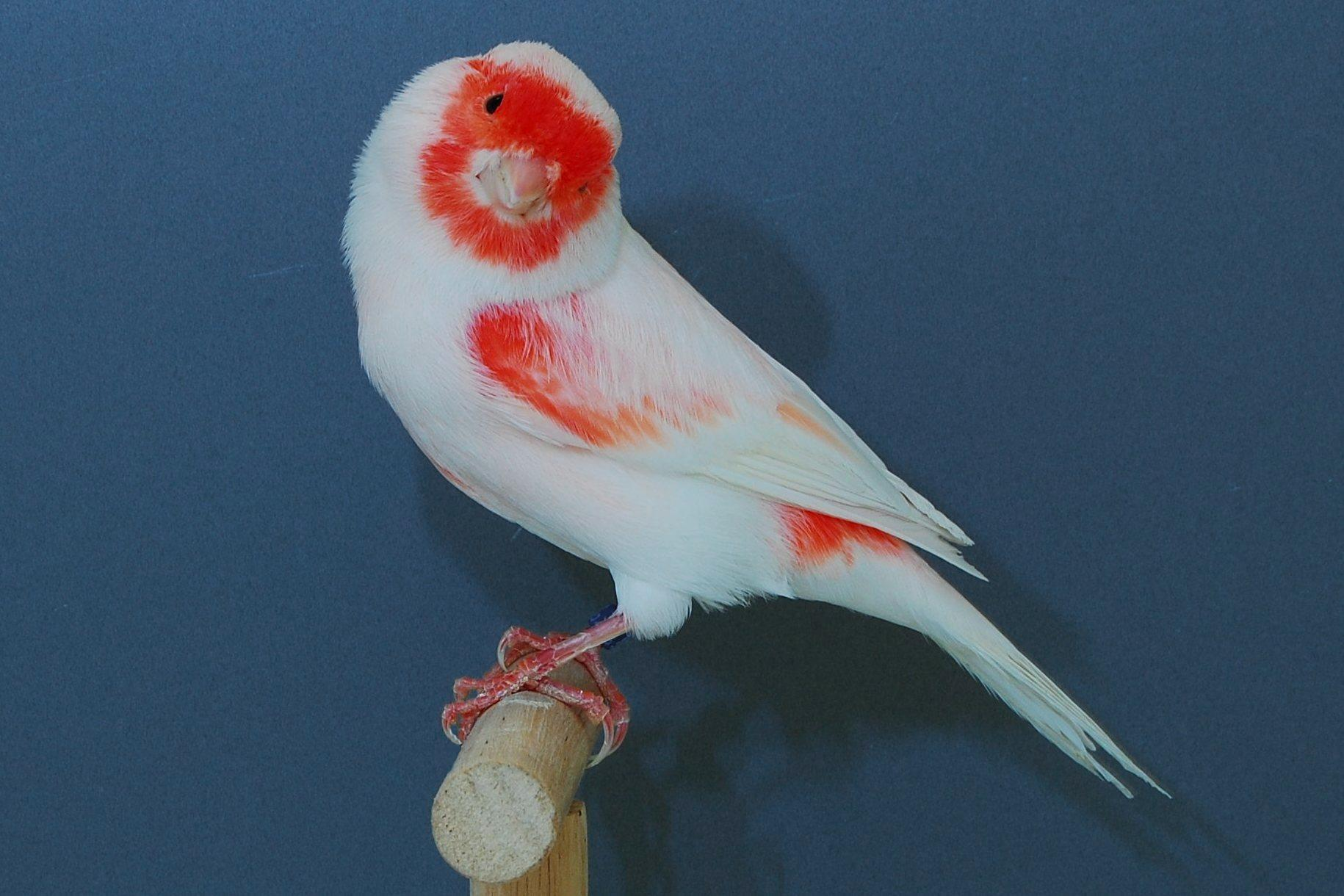
Aufgehellt Rotmosaik Typ 2
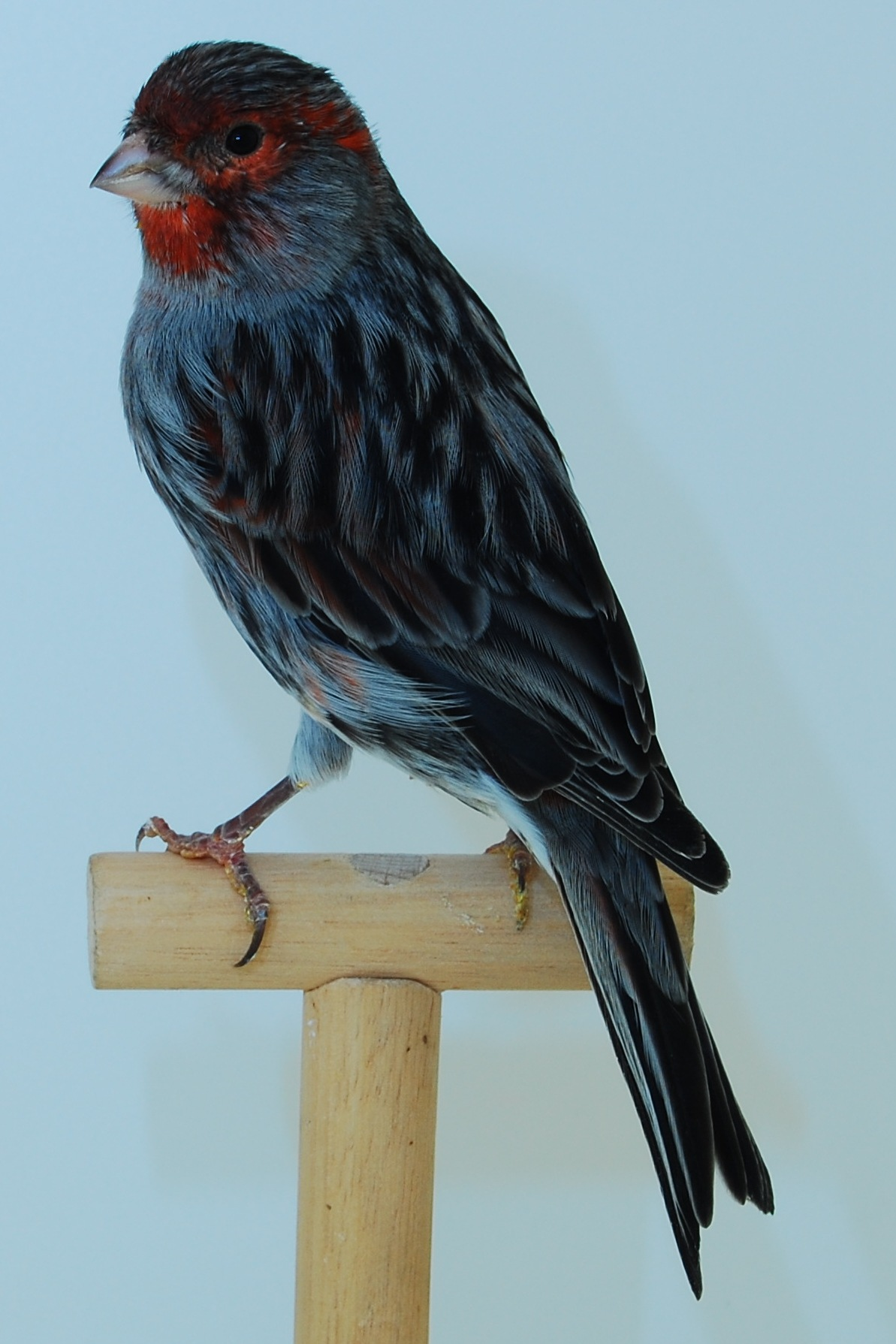
Schwarz Rotmosaik Typ 2
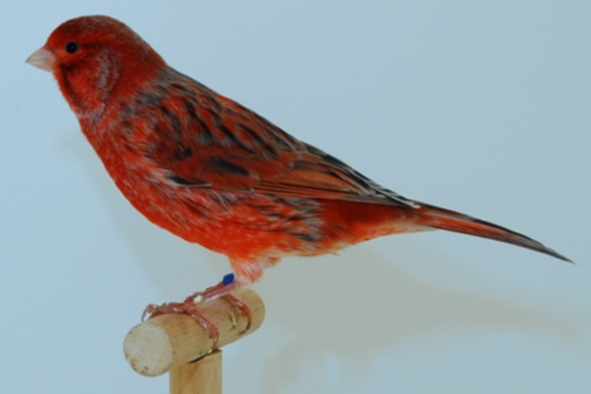
Achat Rot schimmel
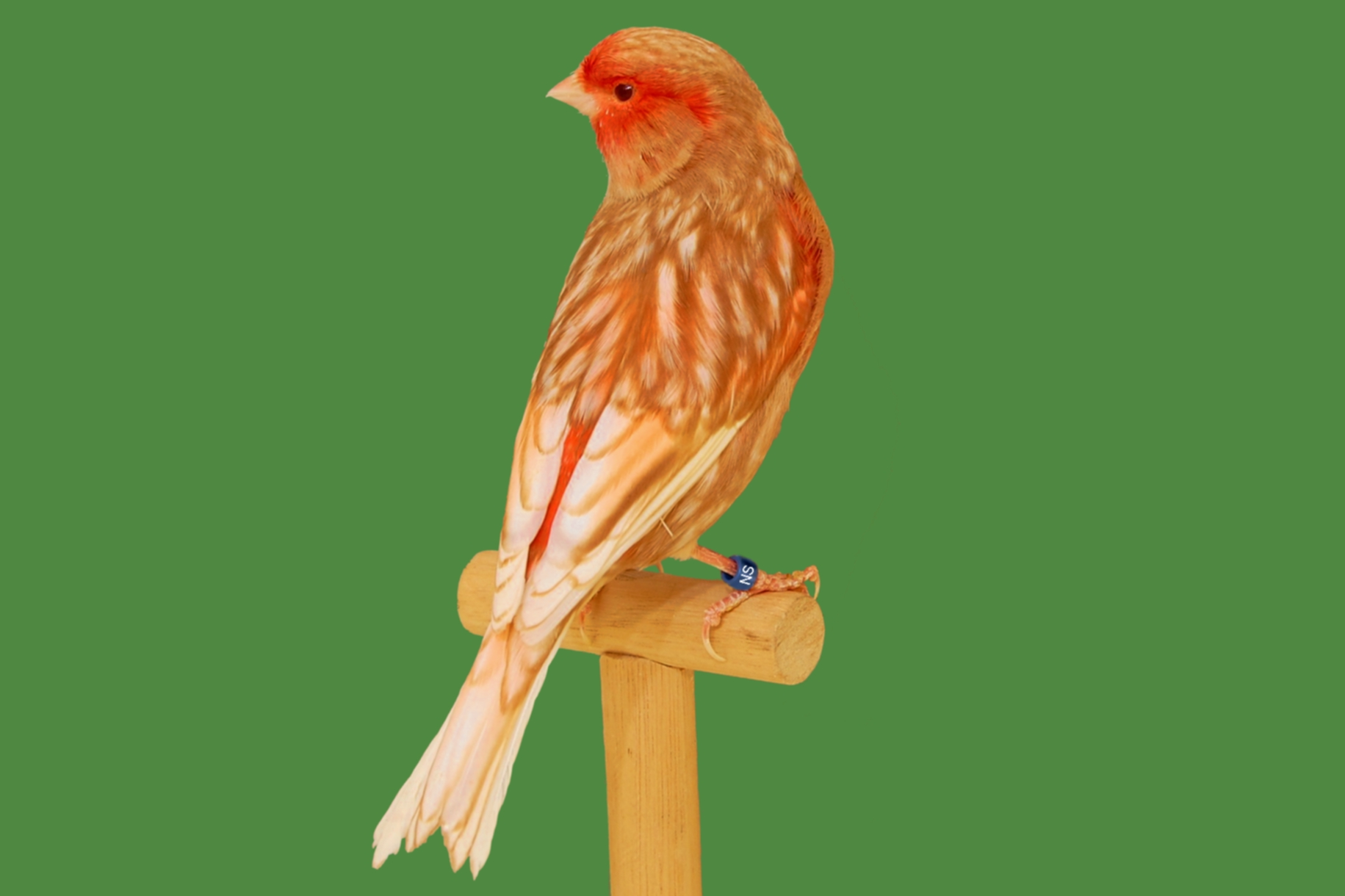
Phaeo Rotmosaik Typ 2
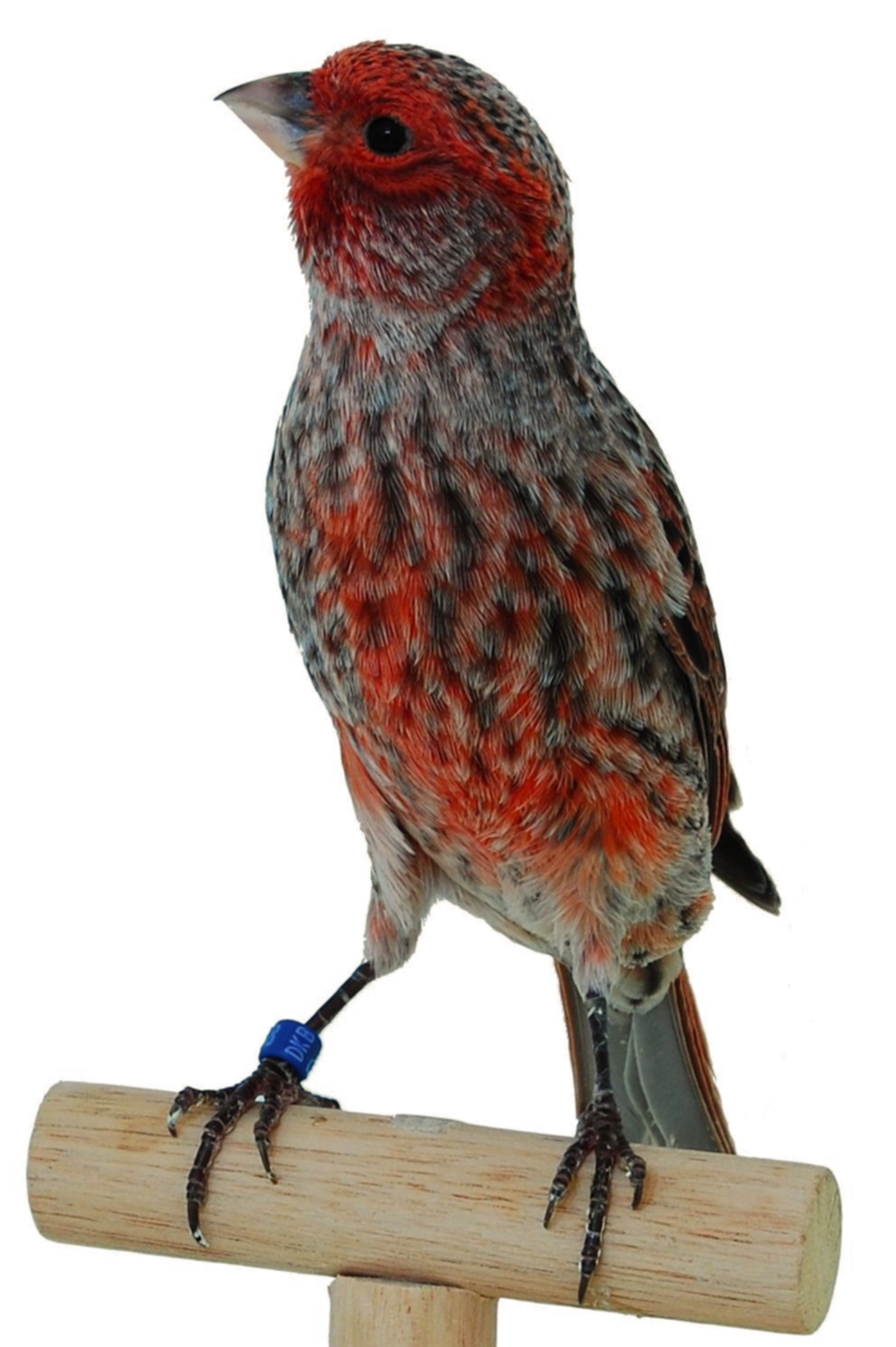
Lizard Rot schimmel

Farbenkanarien sind aktive, winterharte und recht einfach zu haltende Vögel. Rote Kanarienvögel sind in den meisten Zoohandlungen erhältlich. Auch auf Vogelschauen der Züchtervereine oder im Internet werden Farbenkanarien angeboten. Damit die Vögel das Rot optimal ausbilden können, ist während der Mauser die Verabreichung von Canthaxanthin notwendig. Diesen Zusatzstoff gibt es in jedem gut sortierten Zoofachhandelsgeschäft.